# Kevin Durant
Kevin Wayne Durant (* 29. září 1988, Washington, D.C., USA) je profesionální americký basketbalista, který v současnosti hraje za tým Phoenix Suns v americké basketbalové lize NBA. Tento hráč, hrající buď na pozici malého nebo velkého křídla, vstoupil do NBA v roce 2007. Byl draftován týmem Seattle SuperSonics jako celkově druhá volba draftu. Svoji premiérovou sezonu zvládl na výbornou, když se mu podařilo vyhrát trofej pro nejlepšího nováčka NBA. V roce 2008 však z mapy NBA Seattle nuceně zmizel, a tak se Durant poprvé v rámci této soutěže stěhoval, celý tým se přesunul do města Oklahoma City. Zde se mu v sezoně 2009/2010 podařilo ovládnout celou NBA v počtu bodů na zápas (s průměrem 30, 1 bodu). V další kariéře hrál za týmy Golden State Warriors (2016–2019), Brooklyn Nets (2019–2023) a Phoenix Suns (od roku 2023).
V letech 2017 a 2018 dvakrát s týmem Golden State Warriors vyhrál šampionát NBA, přičemž byl v obou případech zvolen MVP finálových zápasů. V roce 2014 byl zvolen nejužitečnějším hráčem (MVP) celé sezóny. Současně s reprezentačním týmem USA získal čtyři zlaté olympijské medaile (2012, 2016, 2020, 2024). Zlato získal také na mistrovství světa v basketbalu mužů 2010.

## Biografie

### Mládí
Narodil se roku 1988 ve městě Washington, D.C. V dětství vyrůstal s nynějším basketbalistou Michaelem Beasleyem, s kterým jsou stále přátelé.
Basketbalu se věnoval od malička, kdy hrál v soutěži AAU za tým PG Jaguars. Během jeho působení tým několikrát vyhrál národní pohár. Již tehdy si zvolil číslo dresu 35, které odkazuje na smrt jeho trenéra Charlese Craiga, který zemřel ve věku 35 let. Později hrál ve stejné soutěži za tým D.C. Blue Devils.
Díky jeho hráčským kvalitám na středních školách mu Texaská univerzita v Austinu nabídla sportovní stipendium. Durant hrál ve všech zápasech a s týmem se probojovali až do playoff univerzitního poháru NCAA, kde vypadli ve druhém kole. Za sezónu měl průměr 25,8 bodů a 11,1 doskoků na zápas. Roku 2007 získal univerzitní trofeje Oscar Robertson Trophy a Adolph Rupp Trophy, a tím se stal prvním nováčkem v univerzitních týmech, který toho dosáhl. Ve stejném roce vyhrál i Naismithův a Woodenův pohár, také jako první nováček v historii. Jen týden poté, co byl Durant draftován do NBA, texaská univerzita uvedla jeho číslo 35 do své síně slávy.

### Profesionální kariéra
Roku 2007 byl po pouhé jedné odehrané sezóně na univerzitě draftován jako číslo 2 týmem Seattle SuperSonics. Téhož roku jako teprve druhý nováček v historii NBA podepsal výnosnou reklamní smlouvu, a to s firmou Nike. Prvním byl LeBron James, také s firmou Nike. Sezónu 2007–2008 dohrál s průměrem 20,8 bodů na zápas, čím zlomil nováčkovský rekord týmu Seattlu. Také obdržel ocenění pro nejlepšího nováčka NBA.
Pro další sezónu (2008–09) tým přesídlil ze Seattle do Oklahomy a pozměnil si název na Oklahoma City Thunder. V sezóně si zlepšil průměr na 25,3 bodů na zápas. Roku 2009 nebyl vybrán do All-Star týmů, ale vedl Sophomore tým proti týmu nováčků, který porazili. Sám byl poté oceněn nejužitečnějším hráčem zápasu, kdy zaznamenal rekordních 46 bodů.
V sezóně 2009–2010 opět vylepšil svůj průměr na 30,1 bodů na zápas. Také si zapsal další rekord, když překonal rekord Allena Iversona v počtu zápasů za sebou s minimálně 25 body. Tím se stal nejlepším střelcem NBA. Roku 2010 se také poprvé s týmem dostal do playoff NBA, kde v prvním kole vypadli s týmem Los Angeles Lakers. V playoff zaznamenal průměr 25 bodů na zápas. Téhož roku byl poprvé zvolen i do All-Star týmu NBA.
Na začátku sezóny 2010–11 oznámil, že podepsal prodloužení smlouvy o dalších pět let s týmem Oklahomy. Jeho průměr v tomto roce činil 27,7 bodů na zápas, a tím získal své druhé ocenění pro nejlepšího střelce NBA. Podruhé byl zvolen do týmů All-Star, kde ve výběru západní konference nastřílel 34 bodů a i tím pomohl týmu k vítězství.
Sezóna 2011–12 mu přinesla další možnost se zlepšit a to učinil, když zakončoval s průměrem 28 bodů na zápas. Tím již potřetí získal titul nejlepšího střelce NBA. Navíc v zápase proti týmu Denver Nuggets nastřílel skvělých 51 bodů. S Oklahomou se probojovali až do finále playoff, kde však podlehli 4:1 na zápasy týmu Miami Heat. Znovu byl zvolen do All-Star, kde nastřílel 36 bodů a poprvé získal trofej pro nejužitečnějšího hráče NBA All-Star zápasu.

### Reprezentace
Roku 2010 byl vybrán do týmu USA pro Mistrovství světa v basketbalu mužů 2010. V turnaji si udržel průměr 22,8 bodů a 6,1 doskoků na zápas. Byl vyhlášen nejužitečnějším hráčem turnaje a s týmem hladce vyhráli zlatou medaili.
Na letní olympiádě v roce 2012 byl znovu vybrán do reprezentace. Bez porážky s týmem prošli turnajem a vyhráli zlatou medaili. Durant svým výkonem stanovil nový olympijský rekord pro nejvíce nastřílených bodů.
Kevin Durant patřil k oporám i na olympijských hrách v Riu 2016 a Tokiu 2020, kde sice přišla ve skupině porážka s Francií, ale v obou případech si nakonec tým USA dokráčel pro zlaté medaile.